# Мышин
Мы́шин (укр. Мишин) — село в Нижневербижской сельской общине Коломыйского района Ивано-Франковской области Украины.
Население по переписи 2001 года составляло 2846 человек. Занимает площадь 16,66 км². Почтовый индекс — 78280.